# Chétimari
Chétimari est une localité et une commune rurale du Niger, département de Diffa, région de Diffa.

## Géographie
La localité de Chétimari est située à 27 km au sud-ouest du chef-lieu départemental et régional Diffa.
| Foulatari   | N'Guelbély | Gueskérou |
| Maïné-Soroa | Chétimari  | Diffa     |
|             | Nigeria    |           |

## Histoire
La commune rurale de Chétimari instaurée en 2002, est issue du canton de Chétimari.

## Population
Lors du recensement général de 2012, la population communale est relevée à 65 449 habitants, dont 1 518 habitants pour la localité principale.

## Localités
La commune s'étend sur 98 villages, 72 hameaux, 8 camps et 10 points d'eau à l'ouest du département de Diffa.

## Services et infrastructures
- Centre de Santé Intégré (CSI) à Chétimari, Issari, Malam Boukardi, N’Guel Kolo et Zarawaram[5].
- Collège d'enseignement général (CEG) à Chétimari.
- Centre de formation des métiers (CFM) à Chétimari.